# Johannes Werther
Johannes Werther (* 31. März 1865 in Dresden; † 20. Juni 1936 in Tolkewitz, Dresden; vollständiger Name: Johannes Friedrich Rudolf Werther) war ein deutscher Hautarzt und Professor am Krankenhaus Dresden-Friedrichstadt in Dresden.

## Leben

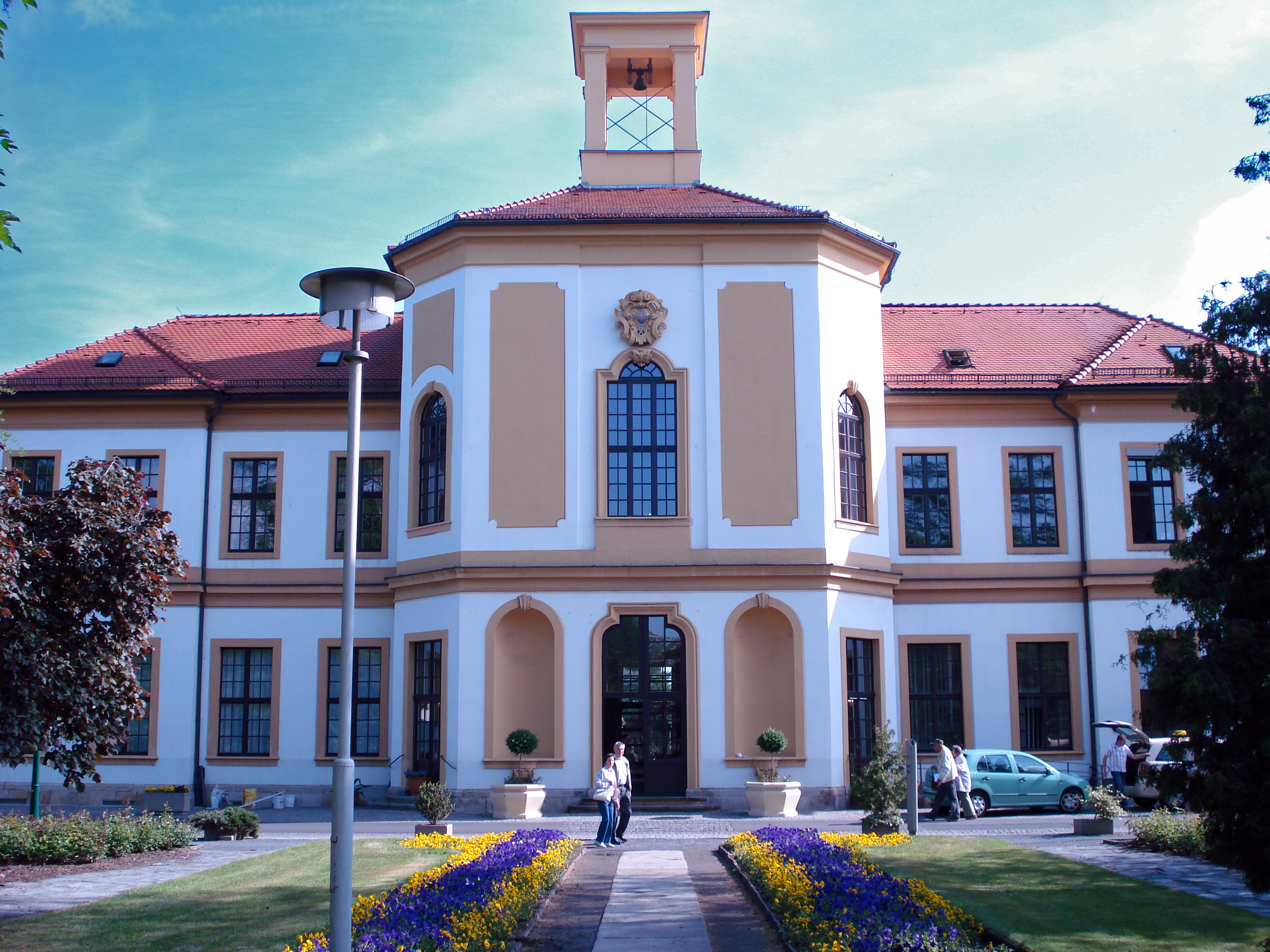
Das Krankenhaus Dresden-Friedrichstadt

Johannes Werther wurde als drittes von sechs Kindern des Zivilingenieurs Gustav Werther und seiner Ehefrau Emma, Tochter des Juristen und königlich-sächsischen Beamten Gustav Spitzner, in Dresden geboren. Nach seinem ebendort abgelegten Abitur studierte Werther von 1884 bis 1889 Medizin in Leipzig; ob er sich bei der Universitätswahl auch von seinem Dresdner Onkel Carl Spitzner beeinflussen ließ, der dort ebenfalls sein Medizinstudium absolviert hatte, ist nicht bekannt. Nach seiner Promotion über die Weil-Krankheit im Jahre 1889 ging er zur Facharztausbildung zunächst an die Hautabteilung (II. Äußere Abteilung, entstanden als Abteilung für Haut- und Geschlechtskrankheiten sowie kleine Chirurgie) des Stadtkrankenhauses Dresden-Friedrichstadt, später auch an die Berliner Charité. Zurück in Dresden leitete Werther ab 1901 die II. Äußere Abteilung. In dieser Zeit konnte er die Abteilung bzw. ihre Ausstattung erweitern, insbesondere um jeweils ein Labor-, Mikroskopier-, Photographier-, Untersuchungs- und Operationszimmer sowie 1907 um Röntgengerät und Quarzlampe, was der Klinik die Durchführung hautärztlicher Strahlentherapie erlaubte.
Im Jahr 1925 richtete Werther mit dem niedergelassenen Hautarzt Eugen Galewsky (1864–1935) den 14. Kongress der Deutschen Dermatologischen Gesellschaft aus – eine Ehre, die die Anerkennung von Werthers und Galewskys Arbeit durch ihre Zeitgenossen ausdrückt. 1930 gab Werther die Leitung der Äußeren Abteilung ab, sein Nachfolger wurde Hans Martenstein.
Werther war verheiratet mit Pauline Brodersen (1871–1948) und hatte vier Töchter. Er starb am 20. Juni 1936 im Dresdner Stadtteil Tolkewitz und wurde auf dem Johannisfriedhof beigesetzt.

## Wirken
Er arbeitete über Geschlechtskrankheiten, die Hauttuberkulose (Lupus vulgaris) und blasenbildende Hautkrankheiten (bullöse Dermatosen); später widmete er sich psychogenen Hautkrankheiten. Seine Forschung zu Diagnostik und Therapie der Gonorrhoe („Tripper“) und zur Therapie der Neurolues (Neurosyphilis) fanden weite Beachtung sowie Bestätigung oder Vertiefung durch jüngere Arbeiten. Werthers Beschreibung des Naevus syringadenomatosus papilliferus (auch: naevus syringocystadenomatosus papilliferus) wird als erste im deutschsprachigen Raum angesehen.
Werther begründete die Friedrichstädter Moulagensammlung und war Namensgeber des von ihm 1910 beschriebenen, seltenen Werther-Tumors sowie des Werther-Syndroms (dermatitis nodularis necroticans), einer Variante des Gougerot-Ruiter-Syndroms (benannt nach Henri Gougerot und Maximillian Ruiter).

## Die Friedrichstädter Moulagensammlung
Im Jahr 1903 begann Werther, eine Moulagensammlung aufzubauen, die nach seinem Krankenhaus schließlich als „Friedrichstädter Moulagensammlung“ bekannt wurde. Moulagen – Wachs-Abformungen erkrankter Körperteile – wurden in dieser Zeit, in der die Farbphotographie noch nicht die spätere Qualität hatte, vor allem zu Lehr- und Dokumentationszwecken, aber zum Teil auch zur Abschreckung im Rahmen der Gesundheitserziehung eingesetzt. 1925 gaben Werther und der Oberarzt der Abteilung, Max Funfack (1895–1972), dessen Doktorvater Werther gewesen war, den „Katalog der Wachsbildersammlung der äußeren Abteilung des Stadtkrankenhauses Dresden-Friedrichstadt“ heraus, zu dem 1927 und 1930 Nachträge veröffentlicht wurden; besonders Ende der Zwanziger Jahre hatte Werther die Sammlung stark erweitern können, so dass sie im Jahr 1930 eine Zahl von 368 Wachsmodellen erreichte. Unter Werthers Nachfolger im Stadtkrankenhaus, Hans Martenstein, wurden nur noch wenige Exponate ergänzt. Weitere Ärzte, die mit den Moulagen gearbeitet oder über sie publiziert haben, waren die Professoren Eugen Galewsky und Karl Linser.
Nachdem die Sammlung den Zweiten Weltkrieg unversehrt überstanden hatte, wurde sie 1958 dem Deutschen Hygiene-Museum in Dresden übergeben. Anfängliche Pläne, darauf aufbauend eine große Sammlung medizinischer Wachsmodelle zu begründen, wurden nicht umgesetzt. In den Nachkriegswirren wurde der Großteil der Sammlung vernichtet. Heute sind nur noch 60 der Moulagen erhalten, und auch sie befinden sich – verglichen etwa mit den Modellen der Moulagensammlung in Kiel – in schlechtem, restaurierungsbedürftigem Zustand (Stand November 2009). 42 der Moulagen befinden sich heute wieder im Krankenhaus Friedrichstadt, die übrigen 18 sind Teil der Moulagensammlung des Hygiene-Museums, konnten aber der Friedrichstädter Sammlung zugeordnet werden; einige gut erhaltene Moulagen sind im Hygiene-Museum ausgestellt.